# Gymnasieskolernes Rektorforening
Gymnasieskolernes Rektorforening var en dansk forening for rektorer for gymnasier og hf-kurser i Danmark. Da det almene gymnasium overgik til selveje i 2005, afstedkom det en ny struktur i rektorforeningen. I 2014 skiftede foreningen navn til Danske Gymnasier.

## Tidligere formænd/forkvinder
- 1974-1978: Jacob Appel[3]
- 1990-1994: Jørn Aarup-Kristensen[4]
- 1994-1998: Flemming Schmidt
- 1998-2002: Marianne Zibrandtsen[5]
- 2002-2009: Peter Kuhlman[6]
- 2009-2013: Jens Boe Nielsen[7]
- 2013-2017: Anne-Birgitte Rasmussen[8]